# يوليوس فيكتور بيرغر
يوليوس فيكتور بيرغر (بالألمانية: Julius Victor Berger)‏ هو رسام نمساوي، ولد في 20 يوليو 1850 في نوفي يتشين في التشيك، وتوفي في 17 نوفمبر 1902 في فيينا في النمسا.